# إبداء
الإبداء أو زيادة الأول المراد بها عند الصرفيين زيادة أول الكلمة حرفا أو أكثر.

## أمثلة

### عربية
- منع الابتداء بساكن: أفلاطون، وقد حركوا الأول فقالوا فلاطون بفتح الفاء، وأصلهما بلاطون[2] باليونانية.